# Resarö
Resarö is een plaats in de gemeente Vaxholm in het landschap Uppland en de provincie Stockholms län in Zweden. De plaats heeft 2347 inwoners (2005) en een oppervlakte van 282 hectare.